# Bartholomäus Brötzner (Ringer, 1957)
Bartholomäus „Bartl“ Brötzner (* 20. Februar 1957 in Wals-Siezenheim, Land Salzburg) ist ein ehemaliger österreichischer Ringer.

## Karriere
Bartl Brötzner stammt aus einer Walser Bauernfamilie und kam 1967 durch Freunde zum Ringen. Den Ausschlag, dass er sich für diese Sportart entschied, gaben seine beiden älteren Brüder Franz und Hubert, die ebenfalls mit dem Ringen begannen und der Umstand, dass die damalige Trainingshalle (Santnerhalle) des AC Wals, dem er am 1. Jänner 1968 im Alter von elf Jahren beitrat, nur etwa 200 Meter vom elterlichen Bauernhof entfernt lag. Sein Vater war ebenfalls erfolgreicher Ringer. Mit 14 Jahren gewann er 1971 im griechisch-römischen Stil kämpfend, erstmals den Juniorenmeistertitel und im selben Jahr bereits den österreichischen Meistertitel in der allgemeinen Klasse bis 48 kg. Ein Grund für diesen überraschenden Titelgewinn war unter anderem, dass in dieser Leistungsklasse wegen des für Männer niedrigen Gewichts traditionell nur geringe Konkurrenz herrschte. In den folgenden Jahren spezialisierte er sich aufgrund seiner körperlichen Voraussetzungen und seiner Schnelligkeit auf den Freistil. Ein Jahr nach seinen ersten Erfolgen begann Bartl Brötzner 1972 als Landmaschinentechniker zu arbeiten, blieb dem Sport aber weiterhin treu.
1975 nahm er erstmals an der Junioren-Weltmeisterschaft und ein Jahr darauf an der Junioren-Europameisterschaft teil. Mit 22 Jahren zählte er 1979 zu Österreichs besten Ringern und erkämpfte sich Siege bei den Großen Preisen von Italien, Griechenland und Österreich. Im selben Jahr errang er bei den Ringer-Weltmeisterschaften im US-amerikanischen San Diego den achten Platz und qualifizierte sich damit für die Olympischen Spiele von 1980 in Moskau. Dort unterlag er allerdings in der zweiten Runde dem späteren Olympiasieger im Weltergewicht (bis 74 kg) Walentin Rajtschew aus Bulgarien. 1983 beendete Bartl Brötzner seine internationale Karriere, blieb aber mit Unterbrechungen bis 2001 noch als Ringer beim AC Wals aktiv. Während seiner Laufbahn errang er neben mehreren Mannschaftsmeistertiteln mit der Walser Staffel elf österreichische Einzel-Meistertitel in der allgemeinen Klasse sowie fünf Jugend- und vier Juniorenmeistertitel.
Nachdem er einst selbst von seinen Trainern wie Josef Reischl und Franz Berger profitierte und lernte, arbeitete Brötzner nach seinem Rücktritt vom aktiven Sportgeschehen als Jugendtrainer beim AC Wals.
Brötzner ist verheiratet und hat drei Kinder. Sein Sohn Manfred war einmal österreichischer Staatsmeister und gewann dreimal den österreichischen Juniorenmeistertitel.

## Erfolge
- Teilnahme an den Olympischen Spielen 1980
- 11 × Österreichischer Meister
- 5 × Österreichischer Juniorenmeister
- 4 × Österreichischer Jugendmeister